# Phrixothrix obscurus
Phrixothrix obscurus är en skalbaggsart som beskrevs av Maurice Pic 1915. Phrixothrix obscurus ingår i släktet Phrixothrix och familjen Phengodidae. Inga underarter finns listade i Catalogue of Life.